# Ampelographie

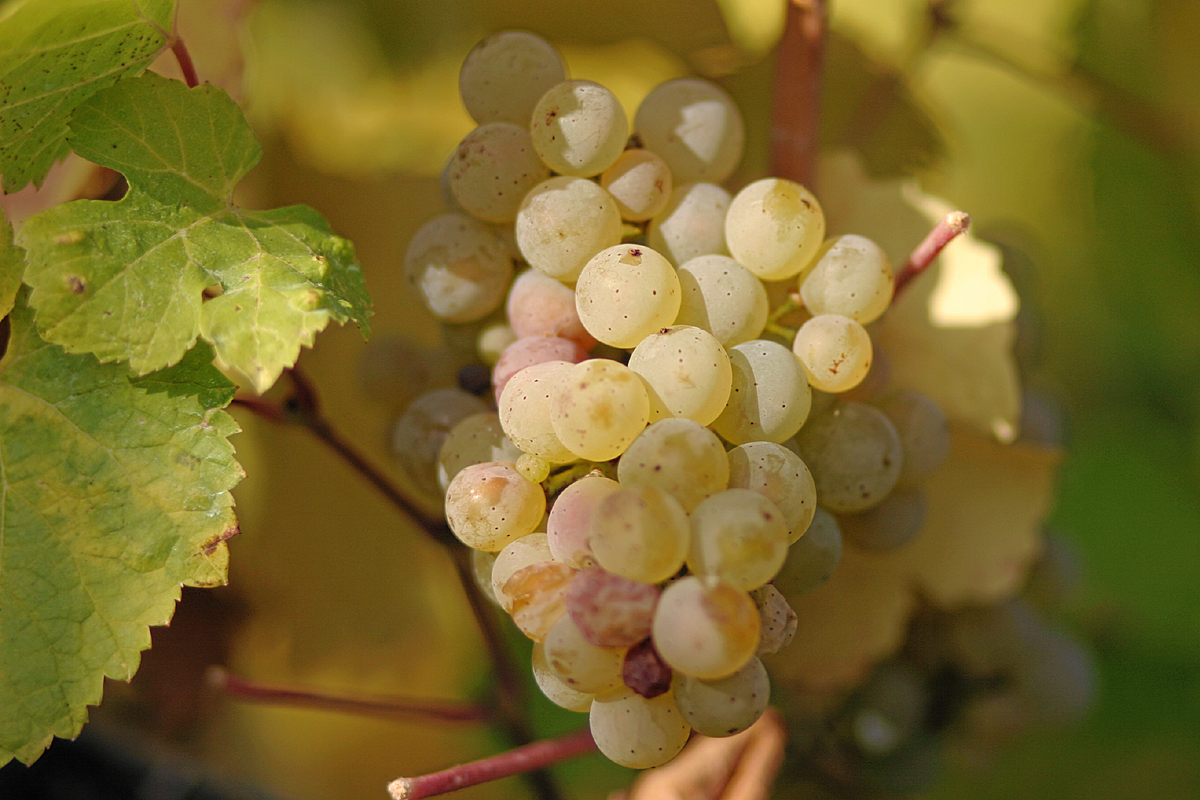
Weiße Rebsorte Riesling

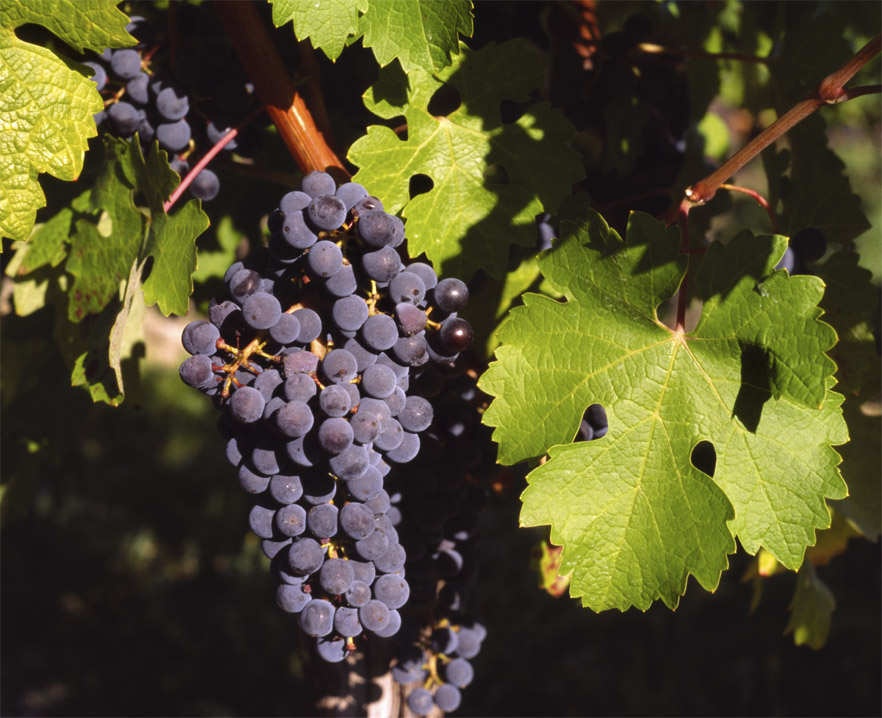
Rote Rebsorte Cabernet Sauvignon

Die Ampelographie bzw. Ampelografie (von altgriechisch ἄμπελος ámpelos „Weinstock“ [gleichnamig auch die Personifikation des Weinstocks in der griechischen Mythologie] und -graphie), deutsch Rebsortenkunde oder Rebenkunde, ist die Lehre von der Bestimmung und Beschreibung der Rebsorten sowie ihrer wissenschaftlichen Klassifizierung. Sie ist ein Teilgebiet der Önologie sowie der Pomologie.

## Kriterien
In der Ampelographie werden die charakteristischen Merkmale der Weinrebe folgendermaßen angegeben: Name, Synonyme, Heimat, Verbreitung, allgemeine Eigenschaften des Rebstocks und der Weinbeere. Die Merkmale zweier Sorten unterscheiden sich teilweise nur um Nuancen.

## Geschichte
Die Wissenschaft der Ampelographie begann sich ernsthaft im 19. Jahrhundert zu entwickeln, als es galt, Rebenkrankheiten und -schädlinge wie die Reblaus möglichst wirkungsvoll zu bekämpfen. Aufgrund von Unterschieden, die im Zusammenhang mit Resistenzen beobachtet wurden, ergab sich die Notwendigkeit, die Sorten genauer zu untersuchen und zu beschreiben.
Der erste wissenschaftliche Einsatz wurde dennoch erst 1952 von Pierre Galet eingeführt. Er schuf ein System zur Klassifizierung von Reben anhand objektiver Merkmale und beschrieb damit 9600 verschiedene Rebsorten.
Neuere Ansätze nutzen den genetischen Fingerabdruck, um Rebsorten zu identifizieren und deren Abstammung und Verbreitungshistorie zu rekonstruieren.